# Transmedicalismo
El transmedicalismo es la idea de que ser transgénero o transexual depende de que se experimente disforia de género. Jessie Earl del sitio web Pride afirma que «los transmedicalistas creen que ser transgénero depende del sufrimiento y/o del tratamiento médico».  Los transmedicalistas creen que personas que se identifican como transgénero, pero que no experimentan disforia de género ni desean someterse a una transición médica a través de métodos como terapia de reemplazo hormonal o cirugía de reasignación de sexo, no son genuinamente transgénero. También pueden excluir a aquellos que se identifican como no binarios de la etiqueta de trans.
En ocasiones se los transmedicalistas son llamados transmeds o truscum, término en inglés acuñado por un usuario en el sitio web de microblogging Tumblr, que significa «verdadera escoria transexual», que desde entonces ha sido reapropiado. Quienes creen que no se requiere disforia de género para ser transgénero son a veces se llamados tucute, que significa «demasiado lindo ("too cute") para ser cisgénero». Los transmedicalistas a veces se refieren a aquellos que se identifican como transgénero sin criterios medicalizados como transtrenders.
Las críticas a la percepción transmedicalista del género son amplias y variadas. Muchos pueden ver el transmedicalismo como similar al modelo médico de discapacidad en el sentido de que medicaliza un atributo que contiene componentes tanto médicos como sociales.